# Drothems distrikt
Drothems distrikt är ett distrikt i Söderköpings kommun och Östergötlands län. 
Distriktet väster om Söderköping. 

## Tidigare administrativ tillhörighet
Distriktet inrättades 2016 och utgörs av en del av området som Söderköpings stad omfattade till 1971, delen som före 1952  utgjorde Drothems socken.
Området motsvarar den omfattning Drothems församling hade vid årsskiftet 1999/2000.